# No. 45 Squadron RAF
Il No. 45 Squadron RAF è uno squadrone da addestramento della Royal Air Force, costituito il 1º marzo 1916 a Gosport, nell'Hampshire.
Equipaggiato con i Embraer Phenom T1s, attualmente ha sede presso la base aerea di Cranwell, nel Lincolnshire.
Lo squadrone opera sotto il comando del No. 3 Flying Training School.

## Prima guerra mondiale

Sopwith Camels of No. Sopwith Camels del No. 45 Squadron RFC presso un campo d'aviazione in Italia, dicembre 1917.

Formatosi durante la prima guerra mondiale a Gosport il 1º marzo 1916 come squadron numero 45, l'unità fu equipaggiata per la prima volta con i Sopwith 1½ Strutter. Rischierato in Francia nell'ottobre dello stesso anno, lo Squadron si trovò a subire pesanti perdite a causa della qualità dei suoi velivoli fino a quando non passò sui Sopwith Camel a metà del 1917. 
Il No. 45 Squadron RFC ottiene alcune affermazioni con il seguente personale: l'asso britannico James Belgrave dal 7 febbraio 1917 vi consegue 6 vittorie fino al 27 maggio successivo, il britannico Geoffrey Hornblower Cock 13 vittorie dal 6 aprile 1917 al 22 luglio successivo, il britannico John Thompson Guy Murison 5 vittorie dal 6 aprile 1917 al 16 giugno successivo, lo scozzese Thomas M. Harries 6 vittorie dal 9 maggio 1917 al 7 luglio successivo, il canadese George Walker Blaiklock 5 vittorie dal 20 maggio 1917 al 22 luglio successivo e lo scozzese Matthew Frew 5 vittorie dal 5 giugno 1917 al 10 agosto successivo.
Dal 24 agosto 1917 al 16 luglio 1918 era comandata dal Maggiore Awdry Vaucour.
Trasferito per via ferroviaria sul fronte austro-italiano alla fine del 1917 dopo la Conferenza di Rapallo a supporto dell'ulteriore invio di 3 divisioni di fanteria (5ª, 7ª e 48ª) e dell'XI Corps, il 45° squadron fu impegnato in attacchi a terra e pattugliamenti offensivi fino al settembre del 1918, quando ritornò in Francia. 
Dal 26 dicembre 1917 era a Fossalunga prima di andare all'Aeroporto di Istrana, dove si trovava nel mese di gennaio 1918 e dal marzo successivo al Campo di aviazione di Grossa di Gazzo con 18 Camel per altrettanti piloti alle dipendenze del 14° Wing di Sarcedo.
Assegnato all'Independent Air Force, il 45 Squadron fornì una scorta ai bombardieri a lungo raggio fino alla fine della guerra.
Il 4 febbraio 1918 viene abbattuto sul Montello (colle) dall'Oberleutnant Josef Loeser della Jasta 39 il pilota canadese Donald Gordon Mc Lean di 18 anni che rimane ucciso.
Il 31 agosto la Flight C con il Captain Sidney Cottle (D8237), il Lieutenant Mansell Richard James (D8211) ed il Lieutenant Randall George Henry Davis (D9386) ha trovato alle 09.35 gli Albatros D.III dell'Oberleutnant Josef Pürer (153.234), dello Stabsfeldwebel Otto Forster (253.03), del Leutnant Jaroslav Kubelik (152.271) e del Leutnant Stanislaw Tomicki (153.173); in breve tempo, la coppia di assi britannica sui Sopwith Camel formata da Cottle e James li ha abbattuti tutti e quattro. L'Albatros D.III (Oef) abbattuto di Pürer si è disintegrato su una collina vicino al Ponte della Strenta di Arsiero. Forster e Pürer sono state la nona e la decima vittima del tenente Cottle, mentre James fa precipitare Kubelik e Tomicki per la sua 10a e 11a vittoria.
Nel corso della guerra, una trentina di assi dell'aviazione avevano prestato servizio nelle file della squadriglia incluso il futuro Vice maresciallo dell'aria Matthew Frew (23 successi di cui 8 in Italia), l'australiano Cedric Howell (19 vittorie tutte in Italia), Geoffrey Hornblower Cock, l'australiano futuro Air Commodore Raymond Brownell (12 successi di cui 7 in Italia), John C. B. Firth (11 successi di cui 2 in Italia), Kenneth Barbour Montgomery (12 successi di cui 2 in Italia), il canadese Mansell Richard James (11 successi tutti in Italia), Norman Macmillan, Peter Carpenter (24 vittorie di cui 19 in Italia), Richard Jeffries Dawes (9 vittorie di cui 8 in Italia), Norman Cyril Jones (9 vittorie tutte in Italia), Ernest Masters (8 vittorie di cui 7 in Italia), Henry Moody (8 vittorie di cui 4 in Italia), il canadese Thomas F. Williams (14 vittorie di cui 10 in Italia), William Wright, James Dewhirst (7 vittorie di cui 6 in Italia), James Belgrave, Edward Clarke, Alfred Haines (6 vittorie tutte in Italia), Thomas M. Harries, Alan Rice-Oxley (6 vittorie tutte in Italia), Earl Hand (5 vittorie di cui 4 in Italia), Sir Arthur Harris, John Pinder, lo statunitense Charles Gray Catto (6 vittorie tutte in Italia), il sudafricano futuro Group Captain Sidney Cottle (13 vittorie di cui 11 in Italia), Francis Stephen Bowles (5 vittorie tutte in Italia), Jack Escott Child (5 vittorie di cui 2 in Italia) ed Awdry Vaucour (7 vittorie di cui 4 in Italia).
Il 20 settembre successivo lo Squadron dopo aver rivendicato 114 vittorie e tre sconfitte ritorna in Francia.

## Tra le due guerre
Nel 1919 lo squadron tornò in Inghilterra e si sciolse. Nell'aprile del 1921 si riformò a Helwan in Egitto. Utilizzava i Vickers Vernon per bombardamento/trasporto, l'unità forniva trasporto di truppe, supporto a terra e servizi postali in tutto il Medio Oriente, in particolare a sostegno delle operazioni anti-ribelli in Iraq e Palestina. 
Dal 20 novembre 1922 al 14 ottobre 1924 era al comando di Arthur Harris.
Durante la metà della guerra, l'unità passò sugli Airco DH.9A (1927), sui Fairey III (1929) e poi a una combinazione di Hawker Hart, Vickers Vildebeest e Fairey Gordon (1935).
Ad un certo punto l'unità ha adottato il soprannome "The Flying Camels". Il simbolo dello Squadron è un cammello alato, approvato da re Edoardo VIII del Regno Unito nell'ottobre del 1936. Il distintivo ed il soprannome derivano dal Sopwith usato dall'unità nella prima guerra mondiale e dal suo lungo servizio in Medio Oriente.

## Seconda guerra mondiale

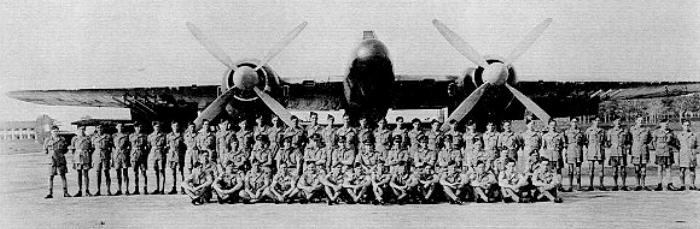
Membri del 45 Squadron di fronte ad un Bristol Brigand presso RAF Osaka, Giappone nel 1950

All'inizio della Seconda Guerra Mondiale, il 45 Squadron si convertì sui Bristol Blenheim e viene inviato a Fuka (Aeroporto militare di Sidi Haneish). Dalla metà del 1940 partecipò alla Campagna del Nordafrica e l'11 giugno fu uno dei tre squadron che parteciparono al primo attacco degli Alleati alla base della Regia Aeronautica ad El-Adem nella Base aerea Gamal Abd el-Nasser: 18 aerei italiani furono distrutti o danneggiati a terra, con la perdita di tre aerei britannici. Il giorno seguente, lo squadron partecipò a un attacco alla spedizione a Tobruch, danneggiando il San Giorgio (incrociatore).
Alla fine del 1940 lo squadron sostenne le forze di terra alleate nella Campagna dell'Africa Orientale Italiana, mentre era a Gura (Eritrea) in Eritrea. Durante la sua permanenza a Gura, lo squadron subì delle perdite: il 2 ottobre due Blenheim furono abbattuti da un asso italiano, il sergente maggiore Luigi Baron; tra i membri dell'equipaggio ucciso c'era il CO del 45 Squadron, Sqn Ldr John Dallamore. Il suo successore fu lo Sqn Ldr Patrick Troughton-Smith.
Dopo essere tornato in Nord Africa, lo squadron operò contro le forze italiane e tedesche in Libia, Egitto e nel Mediterraneo.
Dalla metà del 1942 l'unità fu dispiegata nella Campagna della Birmania per il servizio contro i giapponesi. Tre aerei dello Squadron hanno partecipato al primo bombardamento alleato contro Bangkok. Durante il suo periodo in India ed in Birmania, il 45 squadron si convertì sui bombardieri in picchiata Vultee A-31 Vengeance seguiti dai de Havilland DH.98 Mosquito.
Durante la seconda guerra mondiale, divenne una delle poche unità alleate ad aver ingaggiato forze tedesche, italiane, giapponesi e del Governo di Vichy. Il 45 Squadron comprendeva un numero significativo di personale della Royal Australian Air Force (RAAF) e della Royal New Zealand Air Force (RNZAF), che provenivano da un pool non ufficiale di equipaggi.

## Emergenza malese e Guerra di Corea

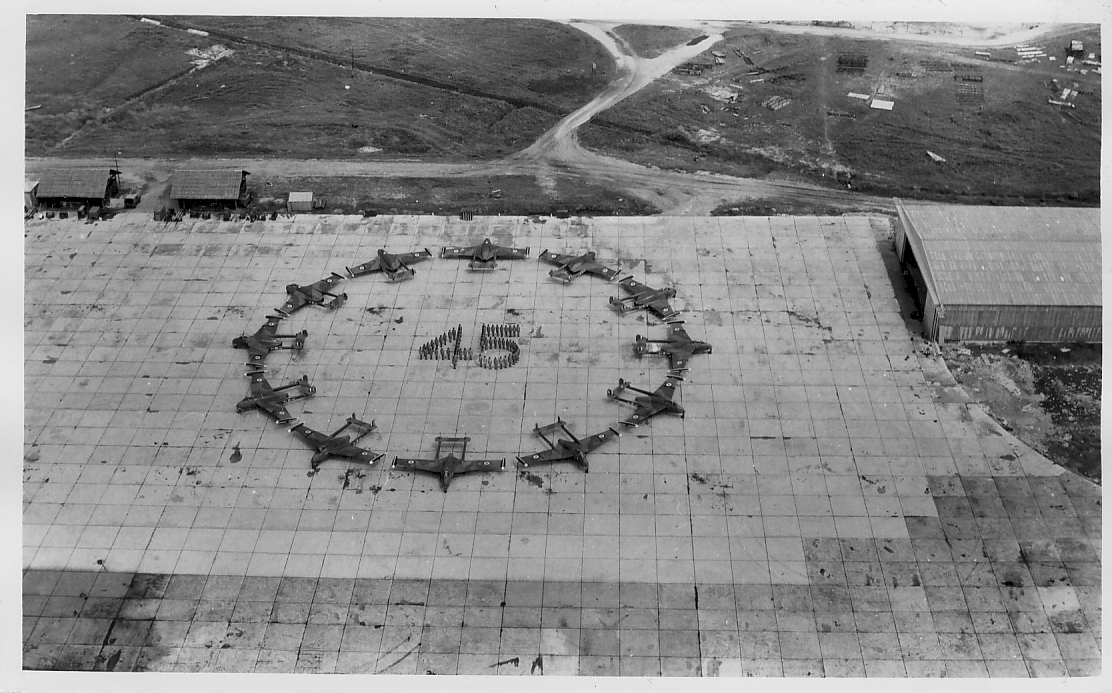
45 Sqn. Venoms al RAF Butterworth, Malesia nel 1956/57.

Dopo la seconda guerra mondiale, il 45 squadron prestò servizio nell'emergenza malese, dalla stazione RAF di Tenga sull'isola di Singapore. Lì l'unità si è impegnata in operazioni di attacco a terra contro i terroristi comunisti (CT) impegnati in un'insurrezione sostenuta dai cinesi. Le Operation Firedog sono durate 12 anni fino alla conclusione positiva della guerra. 
L'unità si è anche impegnata in operazioni per sedare disordini sulla costa del Sarawak nel Borneo settentrionale britannico durante questo periodo di tempo. Mentre operava in Malesia, l'unità inizialmente volava sui Bristol Beaufighter, per poi passare alla Bristol Brigand (1949/1950) e poi ai de Havilland DH.103 Hornet, de Havilland DH.112 Venom, de Havilland DH.100 Vampire ed English Electric Canberra.
L'unità aveva anche aerei di servizio, tra cui il Bristol Buckmaster ed i T-6 Texan. I comandanti delle unità durante questo periodo includevano Sqdn. LDR. E. D. Crew che ha prestato servizio da una data incerta fino alla rotazione con lo Squadron Leader A. C. Blythe nel febbraio 1950. In seguito fu poi impiegata durante il conflitto in Corea durante i bombardamenti e gli attacchi aerei ravvicinati e le operazioni aviotrasportate.

## Dagli anni 60 in poi

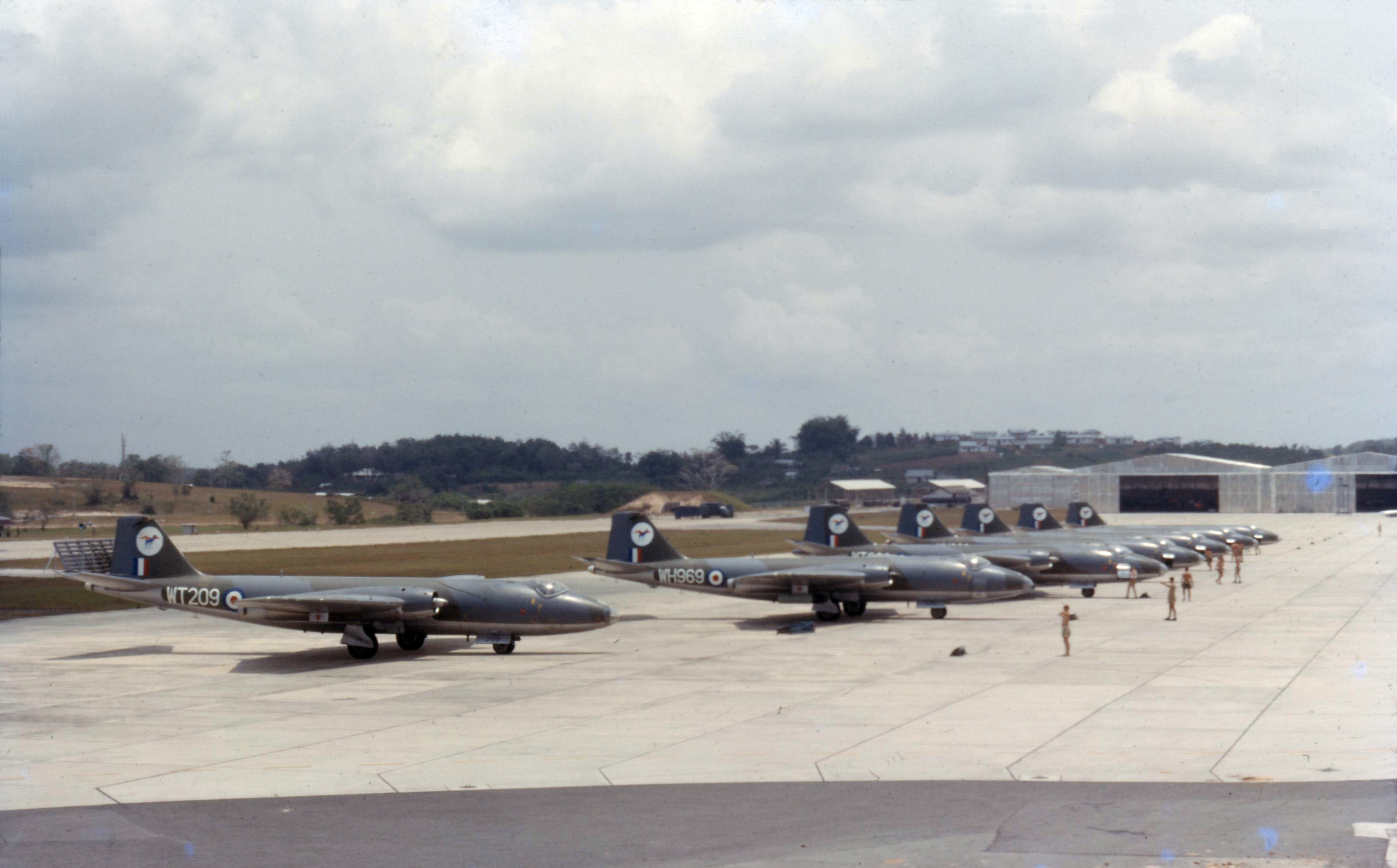
45 Sqn. Canberra B.15 a RAF Tengah, Singapore nel 1963.

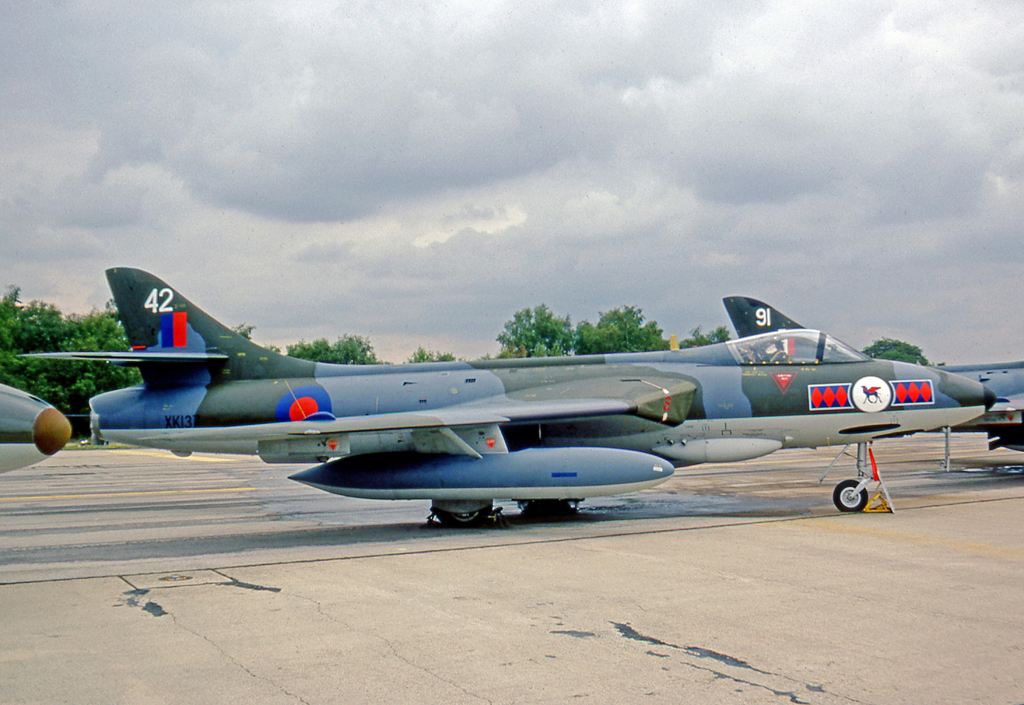
Hawker Hunter FGA9 del 45 Squadron nel 1976 con l'insegna "Winged Camel" sul muso.

Dopo essere stato equipaggiato con i Canberra B.15 nel 1962, lo squadron fu coinvolto nella Rivoluzione del Brunei e nel successivo Confronto con l'Indonesia fino alla sua risoluzione nel 1966. Lo squadron si sciolse nel febbraio 1970 dopo il ritiro del Regno Unito da Est di Suez.
Il 1º agosto 1972, lo squadron fu riformato alla RAF West Raynham, a 8,9 km a sud-ovest da Fakenham, equipaggiata con gli Hawker Hunter FGA.9, come unità di addestramento di attacco a terra. Lo squadron si sciolse nel luglio del 1976 alla RAF Wittering di Peterborough, dopo che questo ruolo venne assunto dal Tactical Weapons Unit.
Nel gennaio 1984, il numero di squadron n. 45 (Reserve) Squadron, fu assegnato al Panavia Tornado Weapons Conversion Unit (TWCU) della RAF Honington a 9,7 km a sud di Thetford. Come "Shadow Squadron" o riserva di guerra, il ruolo di guerra dello squadron era come unità pienamente operativa composta principalmente da istruttori, ed assegnato all'attacco e altri compiti da parte del Supreme Allied Commander Europe della NATO a sostegno delle forze terrestri sul continente per resistere all'assalto sovietico all'Europa occidentale, colpendo bersagli assegnati da SACEUR, oltre al campo di battaglia avanzato, in profondità nelle aree nemiche, prima con armi convenzionali e successivamente con armi nucleari tattiche nel caso che un conflitto arrivasse fino a quel livello.
I ventisei velivoli Tornado dello squadron hanno ricevuto trentanove bombe nucleari WE.177, sebbene ogni Tornado fosse in grado di trasportare due armi. L'apparente discrepanza tra aeromobili e armi era dovuta al fatto che i pianificatori del personale della RAF si aspettavano che ci sarebbero stati aeromobili sufficienti a sopravvivere alla fase convenzionale per consegnare le scorte di armi nucleari a pieno titolo assegnate allo squadron.
Il 1º aprile 1992 l'unità è stata sciolta e il titolo TWCU è terminato, con il suo velivolo ed il personale che è diventato il No. 15 Squadron RAF, pur mantenendo lo stesso ruolo di addestramento.
Nel luglio 1992, l'identità dello squadrone n. 45 (R) fu ricreata ed adottata dal Multi-Engined Training Squadron (METS) dal No. 6 della FTS della RAF Finningley. Il nuovo 45 (R) Squadron si trasferì a RAF Cranwell, vicino a Sleaford, nell'ottobre del 1995, e nel 2003, sostituì il suo BAe Jetstream T.1 con i Beechcraft Super King Air dalla Serco Group.
Poco dopo, il 45 (R) Squadron ricevette anche aerei King Air B200 GT con motori potenziati ed avionica avanzata per portare la formazione in linea con gli allievi che proseguivano su velivoli di prima linea come il C-17 Globemaster, Voyager e Atlas A400M.

## Presente

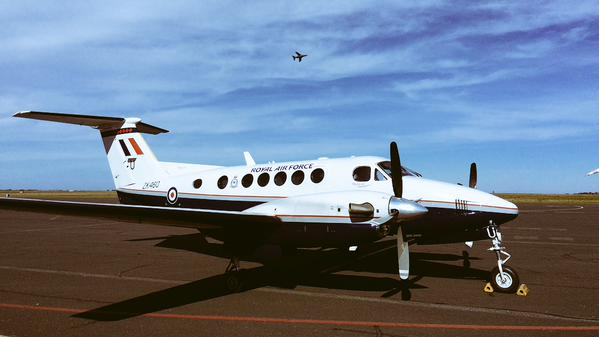
un King Air B200 GT del 45 Sqn parcheggiato all'aeroporto di La Rochelle in Francia nel 2015 durante il Course No. 217's Overseas Training Flight.

Lo Squadron ora opera sotto il comando del No. 3 Flying Training School RAF e gestisce il corso Multi Engine Advanced Flying Training (MEAFT) per piloti, mentre contemporaneamente allena il personale di retroguardia NCA per ruoli ad ala fissa, rotante ed ISTAR della RAF. Gli allievi piloti intraprendono gli studi della Ground School prima di iniziare l'addestramento basato sul simulatore insieme al programma di volo.
Attualmente lo Squadron gestisce una flotta mista di King Air B200 e King Air B200 GT, che normalmente vengono portati dagli allievi verso la fase avanzata del corso. Il corso n. 215 è stato il primo ad avere una coppia di allievi che hanno completato l'intero programma sul "GT", che è stata poi replicata per il corso n. 217. Nel 2017, il corso n. 226 è diventato l'ultimo corso GT.